# انبه زرد
انبه زرد (نام علمی: Mangifera flava) نام یک گونه از سرده انبه است.